# Danh sách Tổng thống Iran
Danh sách Tổng thống của Cộng hòa Hồi giáo Iran từ khi thành lập chức vụ 1980. Tổng thống Iran được nhân dân bầu với số phiếu cao nhất đất nước. Tổng thống đương nhiệm là  Ebrahim Raisi, từ 3 tháng 8 năm 2021.

## Lịch sử
Sau Cách mạng Iran năm 1979 và trưng cầu dân ý để lập nước Cộng hòa Hồi giáo vào ngày 29 và 30, chính quyền mới cần thiết soạn thảo một hiến pháp mới. Ayatollah Ruhollah Khomeini, ra lệnh cho một cuộc bầu cử cho Hội đồng Thông thái, cơ quan được giao nhiệm vụ soạn hiến pháp. Hội đồng trình bày hiến pháp ngày 24 tháng 10 năm 1979, và Lãnh tụ Tối cao Ruhollah Khomeini và Thủ tướng Mehdi Bazargan chấp thuận. Điều này cũng đã được phê duyệt trong tháng 12 năm 1979 qua cuộc trưng cầu dân ý hiến pháp.
Hiến pháp năm 1979 chỉ định Lãnh tụ Tối cao là người đứng đầu nhà nước và Tổng thống và Thủ tướng là người đứng đầu chính phủ. Chức vụ Thủ tướng Chính phủ đã bị bãi bỏ vào năm 1989.
Các cuộc bầu cử tổng thống Iran đầu tiên được tổ chức vào ngày 25 tháng 1 năm 1980 và kết quả cuộc bầu cử với chiến thắng của Abulhassan Banisadr với 76% số phiếu. Banisadr bị luận tội vào ngày 22 tháng 6 năm 1981 của Quốc hội. Cho đến khi các cuộc bầu cử sớm vào ngày 24 tháng bảy 1981, nhiệm vụ của Tổng thống đã được thực hiện bởi Hội đồng Tổng thống lâm thời. Mohammad Ali Rajai được bầu làm Tổng thống vào ngày 24 tháng bảy 1981 và nhậm chức vào ngày 2 tháng 8. Rajai tại nhiệm được hơn 1 tháng, sau đó ông và thủ tướng bị ám sát vào ngày 30 tháng 8, năm 1981. Một lần nữa, một Hội đồng Tổng thống lâm thời điền hành chức vụ cho đến ngày 13 tháng 10 năm 1981 khi Ali Khamenei đã được bầu làm tổng thống.
Ali Khamenei, Akbar Hashemi Rafsanjani, Mohammad Khatami và Mahmoud Ahmadinejad đã từng là Tổng thống được bầu trong hai nhiệm kỳ. Hassan Rouhani là Tổng thống hiện nay, được bầu vào tháng 6 năm 2013 qua cuộc bầu cử tổng thống.

## Danh sách
| №                                                                                               | Tên                                                                                             | Chân dung                                                                                       | Sinh–Mất  | Bầu cử               | Bổ nhiệm   | Bãi nhiệm             | Chính Đảng                             | Thủ tướng                  | Phó Tổng thống          |
| ----------------------------------------------------------------------------------------------- | ----------------------------------------------------------------------------------------------- | ----------------------------------------------------------------------------------------------- | --------- | -------------------- | ---------- | --------------------- | -------------------------------------- | -------------------------- | ----------------------- |
| 1                                                                                               | Abolhassan Banisadr                                                                             |                                                                                                 | 1933–     | 1980                 | 4/2/1980   | 22/6/1981 (buộc tội)  | Không Đảng phái                        | Mohammad Ali Rajai         | Chức vụ không thành lập |
| Hội đồng Tổng thống lâm thời (Lãnh đạo: Mohammad Beheshti, sau là Abdul-Karim Mousavi Ardebili) | Hội đồng Tổng thống lâm thời (Lãnh đạo: Mohammad Beheshti, sau là Abdul-Karim Mousavi Ardebili) | Hội đồng Tổng thống lâm thời (Lãnh đạo: Mohammad Beheshti, sau là Abdul-Karim Mousavi Ardebili) | —         | —                    | 22/6/1981  | 2/8/1981              | —                                      | Mohammad Ali Rajai         | Chức vụ không thành lập |
| 2                                                                                               | Mohammad Ali Rajai                                                                              |                                                                                                 | 1933–1981 | 1981 (tháng 7)       | 2/8/1981   | 30/8/1981 (bị ám sát) | Đảng Cộng hòa Hồi giáo                 | Mohammad-Javad Bahonar     | Chức vụ không thành lập |
| Hội đồng Tổng thống lâm thời (Lãnh đạo: Mohammad-Reza Mahdavi Kani)                             | Hội đồng Tổng thống lâm thời (Lãnh đạo: Mohammad-Reza Mahdavi Kani)                             | Hội đồng Tổng thống lâm thời (Lãnh đạo: Mohammad-Reza Mahdavi Kani)                             | —         | —                    | 30/8/1981  | 13/10/1981            | —                                      | Mohammad-Reza Mahdavi Kani | Chức vụ không thành lập |
| 3                                                                                               | Ali Khamenei                                                                                    |                                                                                                 | 1939–     | 1981 (tháng 10) 1985 | 13/10/1981 | 3/8/1989              | Đảng Cộng hòa Hồi giáo (đến 1987)      | Mir-Hossein Mousavi        | Chức vụ không thành lập |
| (3)                                                                                             | Ali Khamenei                                                                                    | Liên minh Giáo sĩ Chiến đấu                                                                     | 1939–     | 1981 (tháng 10) 1985 | 13/10/1981 | 3/8/1989              |                                        | Mir-Hossein Mousavi        | Chức vụ không thành lập |
| 4                                                                                               | Akbar Hashemi Rafsanjani                                                                        |                                                                                                 | 1934–     | 1989 1993            | 3/8/1989   | 3/8/1997              | Liên minh Giáo sĩ Chiến đấu (đến 1996) | Chức vụ không thành lập    | Hassan Habibi           |
| (4)                                                                                             | Akbar Hashemi Rafsanjani                                                                        | Đảng Công bộc Kiến thiết                                                                        | 1934–     | 1989 1993            | 3/8/1989   | 3/8/1997              |                                        | Chức vụ không thành lập    | Hassan Habibi           |
| 5                                                                                               | Mohammad Khatami                                                                                |                                                                                                 | 1943–     | 1997 2001            | 3/8/1997   | 3/8/2005              | Liên minh Chiến đấu của Giáo sĩ        | Chức vụ không thành lập    | Hassan Habibi           |
| 5                                                                                               | Mohammad Khatami                                                                                | Mohammad-Reza Aref                                                                              | 1943–     | 1997 2001            | 3/8/1997   | 3/8/2005              | Liên minh Chiến đấu của Giáo sĩ        | Chức vụ không thành lập    |                         |
| 6                                                                                               | Mahmoud Ahmadinejad                                                                             |                                                                                                 | 1956–     | 2005 2009            | 3/8/2005   | 3/8/2013              | Liên minh Tái thiết Hồi giáo Iran      | Chức vụ không thành lập    | Parviz Davoodi          |
| 6                                                                                               | Mahmoud Ahmadinejad                                                                             | Esfandiar Rahim Mashaei                                                                         | 1956–     | 2005 2009            | 3/8/2005   | 3/8/2013              | Liên minh Tái thiết Hồi giáo Iran      | Chức vụ không thành lập    |                         |
| 6                                                                                               | Mahmoud Ahmadinejad                                                                             | Mohammad-Reza Rahimi                                                                            | 1956–     | 2005 2009            | 3/8/2005   | 3/8/2013              | Liên minh Tái thiết Hồi giáo Iran      | Chức vụ không thành lập    |                         |
| 7                                                                                               | Hassan Rouhani                                                                                  |                                                                                                 | 1948–     | 2013                 | 3/8/2013   | 3/8/2021              | Đảng Điều độ và Phát triển             | Chức vụ không thành lập    | Eshaq Jahangiri         |
| 8                                                                                               | Ebrahim Raisi                                                                                   |                                                                                                 | 1960–     | 2013                 | 3/8/2021   | Đương nhiệm           | Liên minh Tái thiết Hồi giáo Iran      | Chức vụ không thành lập    | Mohammad Mokhber        |